# Robert Widlar
Robert J. Widlar (* 30. November 1937 in Ohio; † 27. Februar 1991 in Puerto Vallarta) war ein Pionier der Entwicklung analoger integrierter Schaltkreise (IC).

## Leben
Widlar trat 1958 als technischer Ausbilder in die US Air Force ein. Ein Jahr später begann er sein Studium an der Universität von Colorado, das er 1962 mit dem Bachelor-Abschluss in Elektrotechnik beendete. Während dieser Zeit arbeitete er bei Ball Brothers Research am Steuerungssystem für das Orbiting Solar Observatory. Im Jahr 1963 wechselte Widlar zu Fairchild Semiconductor, wo er in die Entwicklung von linearen ICs einstieg. Er begann dort die Entwicklung des weltweit ersten monolithischen Operationsverstärkers µA702 ohne Wissen des Fairchild-Managements und erarbeitete zusammen mit dem Prozessingenieur Dave Talbert einen passenden Fertigungsprozess dafür. Der Chip wurde ein Erfolg, weil er die Chance zur starken Miniaturisierung von analogen Rechenschaltungen bot. Bis zu dieser Zeit wurden Operationsverstärker noch aus diskreten Bauteilen aufgebaut, waren somit groß und teuer.
Nach einer Reihe von erfolgreichen Produkten für Fairchild verließ Widlar Fairchild, weil man dort seine Gehaltsforderungen nicht mehr erfüllen wollte. Zusammen mit Dave Talbert und Mineo Yamatake ging er 1966 zu National Semiconductor und baute dort die Abteilung für lineare ICs auf. 1970 stieg er im Alter von 34 Jahren aus und zog nach Puerto Vallarta, nach eigenen Angaben als Millionär. Er arbeitete ab 1974 schließlich als freier Entwickler für National Semiconductor und Linear Technology bis zu seinem Tod durch Herzinfarkt, der ihn beim Joggen am Strand in der Nähe seines Wohnortes ereilte. Er starb im Alter von 54 Jahren unverheiratet ohne Kinder und hinterließ die Brüder Jim und Tom sowie seine Schwester Jane West.
Bob Widlar galt als außerordentlich exzentrisch und schwierig. Er war starker Trinker und dafür bekannt, dass er auch in betrunkenem Zustand noch hervorragende technische Präsentationen halten konnte.
Von Bob Widlar stammen eine große Anzahl von Innovationen in der IC-Schaltungstechnik, so z. B. die Bandabstandsreferenz im ersten integrierten Festspannungsregler LM109, der Widlar-Stromspiegel und der Super-Gain-Transistor im LM102. Viele seiner Entwicklungen werden auch heute noch in Milliardenstückzahlen eingesetzt.
Er publizierte mehr als 40 Fachartikel (zusätzlich zu zahlreichen produktbegleitenden Schriften) und arbeitete u. a. an folgenden Produkten:
- µA702, µA709, µA710, µA711, µA712, µA726 bei Fairchild
- LM100, LM101, LM101A, LM102 bis LM113, LM216, LM10, LM11, LM12 und LT10 (Leistungstransistor, nie in Serie gegangen) bei National Semiconductor
- LT1017, LT1018, LT1016, LT1010, LT1011 bei Linear Technology

## Zitate über Robert J. Widlar
“I mean, he was such a great public spokesman and such a great engineer that he was like literally a religious symbol to analog users. And people would come across the country just to listen to him talk and he would lecture on circuit design and these things and he would do it half smashed most of the time. […] There haven't been many personalities like him. He had courage. He was aggressive. He was, he was insane. He was all of those things. Ego. Widlar was natural. He just was, he was the meanest, toughest son of a bitch you've ever seen.”

“He brought National to the top of the largest market share in linear, just a very prolific guy. A very, very strange guy, but talent out the eyeballs and he would design a product, he'd not only design it, it would be thoroughly designed. I mean no flaws in this design. He'd write the data sheet perfect in all respects. The English was perfect. Application notes, extensive and thorough. And it would drive you nuts because he wouldn't allow you to introduce the product until everything was perfect. But this man could work, you know, on a device for, you know, three or four months, sort of night and day until it was finished and then he would go on a drunk. He drank excessively, which I tolerated. I had no choice. I mean this guy was the company for a while.”

“Charlie Sporck, (who recently retired as the president of National) told me about the first time he met Bob. He was in the Fairchild hospitality suite during the IEEE show in New York City back in 1966. He was reading in Electronic News that Raytheon had just brought out an RM709 as a second source to the Fairchild UA709. Bob, who was not pleased at being second-sourced, came over and, uttering a generalized profanity, set fire to Charlie's newspaper. Charlie was astonished, and threw it into a metal wastebasket. Unfortunately the fire did not go out. As they tried to extinguish the fire, the smoke alarms went off and the fire department arrived. So much for first impressions […].”